# Bill Maher
Pour les articles homonymes, voir Maher.
Cet article concerne l'humoriste américain. Pour le rameur d'aviron américain, voir Bill Maher (aviron).
William Maher, dit Bill Maher (nom prononcé en anglais /ˈmɑr/), né le 20 janvier 1956 à New York, est un humoriste, animateur de télévision et commentateur politique américain.
Animateur depuis 2003 de l'émission politique satirique hebdomadaire Real Time with Bill Maher, diffusée sur la chaîne de télévision HBO, il anime précédemment, durant presque dix ans, l'émission-débat Politically Incorrect, diffusée sur Comedy Central puis sur ABC.
Il est connu pour ses prises de position polémiques, progressistes pour son public, dans un pays où, selon lui, règnent depuis les années 1980 à la fois un certain conformisme et un profond individualisme au sens sociologique. Les thèmes qu'il aborde touchent à la politique, l'économie, la religion et la société.

## Biographie

### Jeunesse
Fils d'un journaliste catholique et d'une infirmière juive, Bill Maher grandit dans le New Jersey. Durant ses études à l'université, il s'essaie à une carrière d'humoriste à New York, dans le club « Catch a Rising Star » (littéralement « Attraper l'étoile montante », un vivier de comiques).[réf. nécessaire]
Après plusieurs années, apprenant à connaître le métier de la comédie à l'américaine, il officie occasionnellement comme animateur des soirées du club, et c'est en cette qualité qu'il se fait remarquer par un dénicheur de talents du show télévisé de Johnny Carson[réf. souhaitée]. Il y fait ensuite rapidement des apparitions drôles et remarquées.

### Carrière télévisuelle
Pour des articles plus généraux, voir Politically Incorrect (débat télévisé) et Real Time with Bill Maher.
En 1993, Maher trouve son style avec l'émission Politically Incorrect sur Comedy Central, une émission-débat où Maher et ses invités, de tous horizons, évoquent les sujets politiques du jour avec humour et beaucoup de liberté. L'émission passe de Comedy Central à ABC en 1997. En rejoignant un média de masse, elle réalise de meilleurs scores d'audience.
L'émission disparaît pourtant en 2002. Juste après les attentats du 11 septembre 2001, les Américains, en accord avec les assertions de leur président George W. Bush, pensent majoritairement que les terroristes sont des lâches haïssant les libertés américaines. Or, six jours après le drame, Maher et Dinesh D'Souza, un auteur conservateur d'origine indienne, ont au sujet de cette prétendue « lâcheté » une conversation au cours de laquelle Maher acquiesce aux propos de son invité, qui considère les terroristes plutôt comme des guerriers. Il déclare alors : « C'est nous qui sommes lâches pour envoyer des missiles à 2000 miles de distance. Ça, c'est de la lâcheté. Rester dans un avion qui va s'écraser sur un immeuble, quoi qu'on en dise, ce n'est pas de la lâcheté. »
Les réactions ne se font pas attendre. Les annonceurs enlèvent leurs spots publicitaires de l'émission, 17 stations d'ABC cessent de retransmettre le show, qui commence alors à perdre de l'argent.
Maher rejoint ensuite la chaîne HBO avec Real Time with Bill Maher où il aborde les mêmes thèmes que dans Politically Incorrect.

## Opinions politiques
Maher se définissait lui-même comme un libertarien mais plusieurs médias et observateurs considéraient qu'il défend des positions libérales (l'adjectif « libéral » est à prendre sous son sens nord-américain, soit progressiste, de gauche) proches du Parti démocrate. En avril 2013, il consacre un de ses habituels éditoriaux concluant l’épisode Real Time with Bill Maher à son désaveu du libertarianisme. Alors qu'à l'époque de Politically Incorrect, Maher y voyait un mouvement refusant qu'un trop gros gouvernement ne s'immisce dans la vie privée des gens, il y voit désormais un mouvement puéril dénué de la moindre conscience sociale ou environnementale.
En 2007, dans un contexte américain très hostile à la France, il soutient la France et son système de santé avec humour. Bien qu'il soit partisan de la réforme de santé d'Obama, il l'a critiquée sévèrement pour son mode de financement aléatoire,.
Lors de la présidentielle de 2012, Bill Maher annonce, lors d'un spectacle diffusé le 24 février 2012, faire une donation de 1 million de dollars à Priorities USA Action, SuperPAC de campagne pro-Obama. En 2016, il soutient Bernie Sanders et prend position pour la légalisation de la marijuana au niveau fédéral ; il critique également les États essayant de limiter l'accès aux cliniques d'avortement et les réductions d'impôts dans les bastions républicains ayant entraîné un surendettement de ces territoires.

## Publications
- 2002 : When You Ride Alone You Ride with bin Laden
- 2004 : Keep the Statue of Liberty Closed
- 2005 : New Rules: Polite Musings from a Timid Observer

## Filmographie
| Film                       | Film                                                          | Film                        |
| Année                      | Titre                                                         | Rôle                        |
| -------------------------- | ------------------------------------------------------------- | --------------------------- |
| 1983                       | D.C. Cab                                                      | Baba                        |
| 1986                       | Club Med                                                      | Rick                        |
| 1986                       | Ratboy                                                        | Invité                      |
| 1987                       | House 2                                                       | John                        |
| 1988                       | Out of Time (en)                                              | Maxwell Taylor              |
| 1989                       | Cannibal Women in the Avocado Jungle of Death (en)            | Jim                         |
| 1991                       | Pizza Man (en)                                                | Elmo Bunn                   |
| 1996                       | Don't Quit Your Day Job!                                      | Comic's Table               |
| 1997                       | Bimbo Movie Bash                                              | Inconnu                     |
| 1998                       | Primary Colors                                                | Lui-même                    |
| 1998                       | EDtv                                                          | Lui-même                    |
| 2001                       | Last Party 2000, la démocratie américaine dans tous ses états | Lui-même                    |
| 2001                       | Tomcats                                                       | Carlos                      |
| 2002                       | John Q                                                        | Lui-même                    |
| 2003                       | Pauly Shore Is Dead                                           | Lui-même                    |
| 2005                       | The Aristocrats                                               | Lui-même                    |
| 2005                       | Fuck (en)                                                     | Lui-même                    |
| 2005                       | Inside Deep Throat                                            | Lui-même                    |
| 2007                       | Heckler (en)                                                  | Lui-même                    |
| 2008                       | Swing Vote : La Voix du cœur                                  | Lui-même                    |
| 2008                       | Religulous                                                    | Lui-même                    |
| 2009                       | New Rules: Best of                                            | Lui-même                    |
| 2010                       | Sex, Drugs & Religion                                         | Lui-même (Stock-shot)       |
| 2012                       | Moi, député                                                   | Lui-même                    |
| 2013                       | Iron Man 3                                                    | Lui-même                    |
| 2014                       | A Million Ways to Die in the West                             | Comic                       |
| 2014                       | L'Interview qui tue !                                         | Lui-même                    |
| 2015                       | Ted 2                                                         | Lui-même                    |
| Émissions spéciales d'HBO  |                                                               |                             |
| Année                      | Titre                                                         | Rôle                        |
| 1995                       | Stuff that Struck Me Funny                                    | Lui-même                    |
| 1997                       | The Golden Goose Special                                      | Lui-même                    |
| 2000                       | Be More Cynical                                               | Lui-même                    |
| 2003                       | Victory Begins at Home                                        | Lui-même                    |
| 2005                       | I'm Swiss (en)                                                | Lui-même                    |
| 2007                       | The Decider (en)                                              | Lui-même                    |
| 2010                       | But I'm Not Wrong (en)                                        | Lui-même                    |
| 2014                       | Live from D.C. (en)                                           | Lui-même                    |
| Autres émissions spéciales |                                                               |                             |
| 2012                       | Crazy Stupid Politics (Yahoo!)                                | Lui-même                    |
| 2016                       | #WhinyLittleBitch (Facebook Live)                             | Lui-même                    |
| Télévision                 |                                                               |                             |
| Année                      | Titre                                                         | Rôle                        |
| 1985                       | Alice                                                         | Officer Gary Conroy         |
| 1985                       | Sara (en)                                                     | Marty Lang                  |
| 1987                       | Rags to Riches (en)                                           | Freddie                     |
| 1987                       | Hard Knocks (en)                                              | Gower                       |
| 1987                       | Max Headroom                                                  | Haskel                      |
| 1988                       | Newhart                                                       | Norm Murphy                 |
| 1989–1990                  | Murder, She Wrote                                             | Rick Rivers/Frank Albertson |
| 1989                       | One Night Stand (en)                                          | Lui-même                    |
| 1990                       | The Midnight Hour (en)                                        | Présentateur                |
| 1991                       | Charlie Hoover (en)                                           | Elliot                      |
| 1992                       | Say What? (en)                                                | Présentateur                |
| 1992                       | One Night Stand (en)                                          | Lui-même                    |
| 1993                       | Married... with Children                                      | Adam Gold                   |
| 1993                       | The Jackie Thomas Show (en)                                   | M. Lorre                    |
| 1993                       | Roseanne                                                      | Photographe                 |
| 1993–2002                  | Politically Incorrect                                         | Présentateur                |
| 1996                       | Weinerville (en)                                              | Lui-même                    |
| 1997                       | The Larry Sanders Show                                        | Lui-même                    |
| 1997                       | Dharma & Greg                                                 | Lui-même                    |
| 1998                       | V.I.P.                                                        | Lui-même                    |
| 1999                       | Spin City                                                     | Lui-même                    |
| 1999                       | Brother's Keeper (en)                                         | Lui-même                    |
| 1999                       | Snoops (en)                                                   | Lui-même                    |
| 2000                       | The Chris Rock Show (en)                                      | Lui-même                    |
| 2001                       | Primetime Glick (en)                                          | Lui-même                    |
| 2002                       | Son of the Beach                                              | Lui-même                    |
| 2003–présent               | Real Time with Bill Maher                                     | Présentateur                |
| 2004                       | MADtv                                                         | Lui-même                    |
| 2008                       | True Blood                                                    | Lui-même                    |
| 2010                       | The Sarah Silverman Program (en)                              | Lui-même                    |
| 2010                       | The Boondocks                                                 | Lui-même                    |
| 2010, 2013                 | Family Guy                                                    | Lui-même                    |
| 2012                       | The Good Wife                                                 | Lui-même                    |
| 2013                       | House of Cards                                                | Lui-même                    |
| 2015                       | Black-ish                                                     | Lui-même                    |